# キャラクターソング
キャラクターソングは、俳優や声優などが、テレビドラマ・映画・アニメ・ゲームなどで演じた役柄として歌唱した楽曲。レコード・CDなどとして発売される際に、役柄の名義で発売されることも多い。役柄の名義で発売された楽曲を指すことが一般的だが、制作サイドが公式にキャラクターについて歌った楽曲もキャラクターソングとされる場合もある。略してキャラソンとも称される。

## 歴史

### 前史
キャラクターソングの原点は、日本でアニメ放送が始まった1960年代までさかのぼる。1963年の『狼少年ケン』の挿入歌「ポッポとチッチの歌」をポッポ役の水垣洋子が歌唱したものが、おそらく声優ソングの最初の例である（朝日ソノラマから発売されたソノシート『狼少年ケン（第1集）』に収録）。ただし歌手の名義は水垣のままであってキャラクター名ではなかった。なお、当時レコードは発売されていないが声優が登場人物として挿入歌を歌ったケースとしては『月の宮の王女様』（1934年）の伊藤久男・村山雪子にさかのぼることができる。
一方アメリカでは、レコードとして発売されたものに限っても1937年公開の『白雪姫』において、白雪姫役のアドリアナ・カセロッティ、王子役のハリー・ストックウェルらキャスト陣が歌唱した挿入歌が『白雪姫 オリジナル・サウンドトラック』として発売されており（ただしレコード発売は翌年の1938年）、1950年にはトゥイーティーとバッグス・バニーの声優だったメル・ブランクが歌唱した挿入歌「I Tawt I Taw a Puddy Tat／I'm Glad That I'm Bugs Bunny」を発売している（ただし歌手の名義はブランク）。
1969年放送開始の『サザエさん』では、翌1970年にフグ田サザエ役の加藤みどり、磯野カツオ役の高橋和枝がそれぞれ歌唱した挿入歌「レッツ・ゴー・サザエさん／カツオくん（星を見上げて）」を東芝音楽工業より発売している。楽曲の内容は「サザエ・カツオが自分のことを歌っている」という体裁であったが、歌手の名義は加藤・高橋であった。
以降、1977年の『ヤッターマン』ではエンディングテーマ「天才ドロンボー」をドロンボー一味役の小原乃梨子・八奈見乗児・たてかべ和也が、1979年の『ドラえもん』では挿入歌「おれはジャイアンさまだ!」をジャイアン役のたてかべ和也が、1983年の『キン肉マン』ではエンディングテーマ「キン肉マンボ」をキン肉マン役の神谷明が歌う、といった具合に、キャスト陣が歌唱するという「キャラクターソング的」な手法が根付いていった。また、両アニメはこの他にも各キャラクターにテーマソングが作られ、今でいう「キャラソンアルバム」が発売された。
1982年の『超時空要塞マクロス』は歌を主題に据えたアニメ作品であり、劇中でのアイドル「リン・ミンメイ」を演じる飯島真理は数多くの曲の歌唱を担当したが、それが現実でのチャートでもヒットするようになり、後のバーチャルアイドルの先駆けとなった。しかしこの時点でもまだ歌手の名義は飯島のままである。

### 誕生
演者ではなくキャラクターが歌唱していると明記したおそらく最初の例は、1986年の『めぞん一刻』の挿入歌「予感」である。この曲を歌唱したのは、ヒロイン・音無響子役の島本須美であるが、クレジットでは島本ではなく音無響子名義になっている。さらにこの曲を収録したEPレコードのジャケットにはヘッドフォンを耳にしてマイクの前に立つ響子の姿が描かれており、「キャラクターが歌っている」というイメージを強く発していた。
1989年の『らんま1/2』ではキャラクターソングに関するさまざまなアイディアが展開されており、1991年の4月3日の読売新聞夕刊の3面にて、『早乙女乱馬 天道あかね 知ってますか 歌手？ CDヒット中』 と1ページを使って特集が組まれるまでになっている。1992年からは「乱馬的企画音盤」としてキャラソン企画盤を次々とリリース。さらに作中のヒロインによる声優ユニット「DoCo」を結成するなど、楽曲リリースの点で後のアニメ作品に大きな影響を与えた。
1991年の『らんま1/2』以後、出演声優がキャラクター名義で歌う楽曲がシングル盤として発売される例が続出する。例としては、1992年の『絶対無敵ライジンオー』、1994年の『GS美神』・『美少女戦士セーラームーンR』・劇場版『幽☆遊☆白書』、1995年のOVA『宇宙の騎士テッカマンブレードII』・『魔法騎士レイアース』などでキャラクター別シングルが発売された。
1996年の『サクラ大戦』のヒロインたちは戦士であるのと同時に舞台女優でもあり、帝国歌劇団として「檄!帝国華撃団」をはじめとするキャラクターソングを多数リリース。それにとどまらず、声優陣が実際に舞台に立ってキャラクターを演じるミュージカル「歌謡ショウ」を展開し、キャラクターソングのライブ展開という道を切り開いた。

### 確立
1990年代末から2000年代にかけては、キャラクター名義の楽曲や作品発声優ユニットの数も増えていった。中でも2001年の『テニスの王子様』シリーズでは約400タイトル・約800曲のキャラクターソングが作られた（2016年時点）。2005年の『魔法先生ネギま!』ではアニメの放映開始以前からCD展開を始め、オープニングやエンディングテーマを含めてリリースされた多数の楽曲が軒並みヒットするという記録を作った。翌2006年の『涼宮ハルヒの憂鬱』では、キャラクターが歌って踊る映像とともにエンディングテーマ「ハレ晴レユカイ」が大ブームを巻き起こし、その他のキャラクターソング・シングルも売れ行き好調であった。
こうして、キャラクターソングをアニメ主題歌に起用し、その後シングルやアルバムの形でさらにキャラソンを提供するという流れが確立したのである。
2005年から開始した『アイドルマスターシリーズ』はアイドルを題材にした育成シミュレーションゲームから始まったメディアミックス企画であり、2020年7月時点で総計300人以上のアイドルが登場し、制作された楽曲は1000曲以上に及ぶ。

### 特徴
キャラクターソングの特徴としては、当然ながらキャラクターと同じ声色で歌うことである。
また、キャラクターのイメージ、特に内面(劇中では語られていないものも含む)にスポットを当てた歌詞になることがほとんどである。これによりファンを惹き付けることができる。
他、「歌が上手いハズが無い」というキャラクターも多く、わざと下手に歌うということも行われる。
らんま1/2で響良牙のキャラクターソングを歌った山寺宏一は音痴極まる歌い方を行い、魔法少女まどか☆マギカで鹿目まどかのキャラクターソングを歌った悠木碧はもっと上手く歌えるが、あえて素人の女子中学生らしく歌ったと語られている。